# Mariologie des papes
 (octobre 2023).

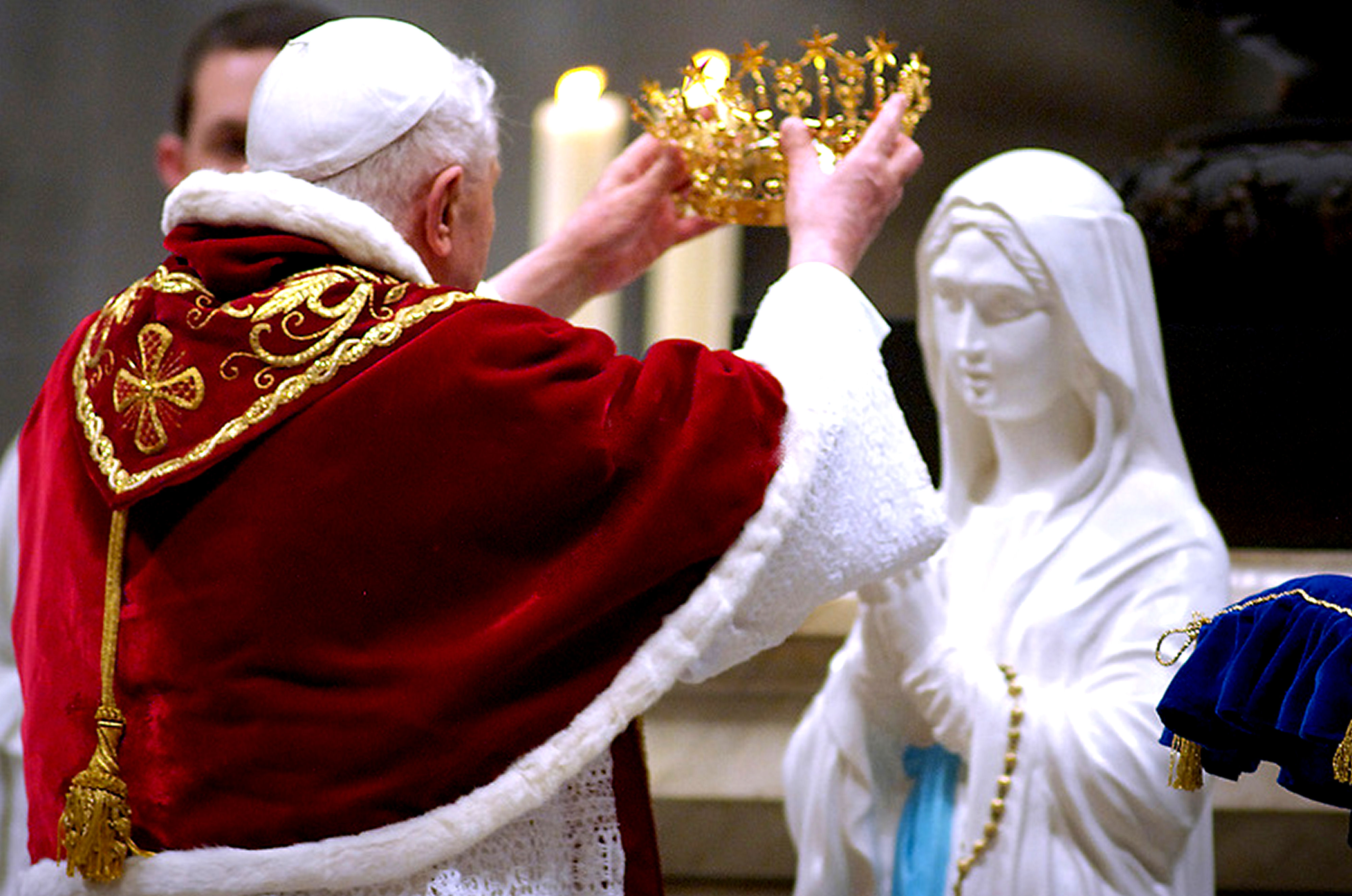
Benoît XVI couronne Notre-Dame de Lourdes lors d'un événement dédié aux pèlerins malades, à la basilique Saint-Pierre, le 11 février 2007.

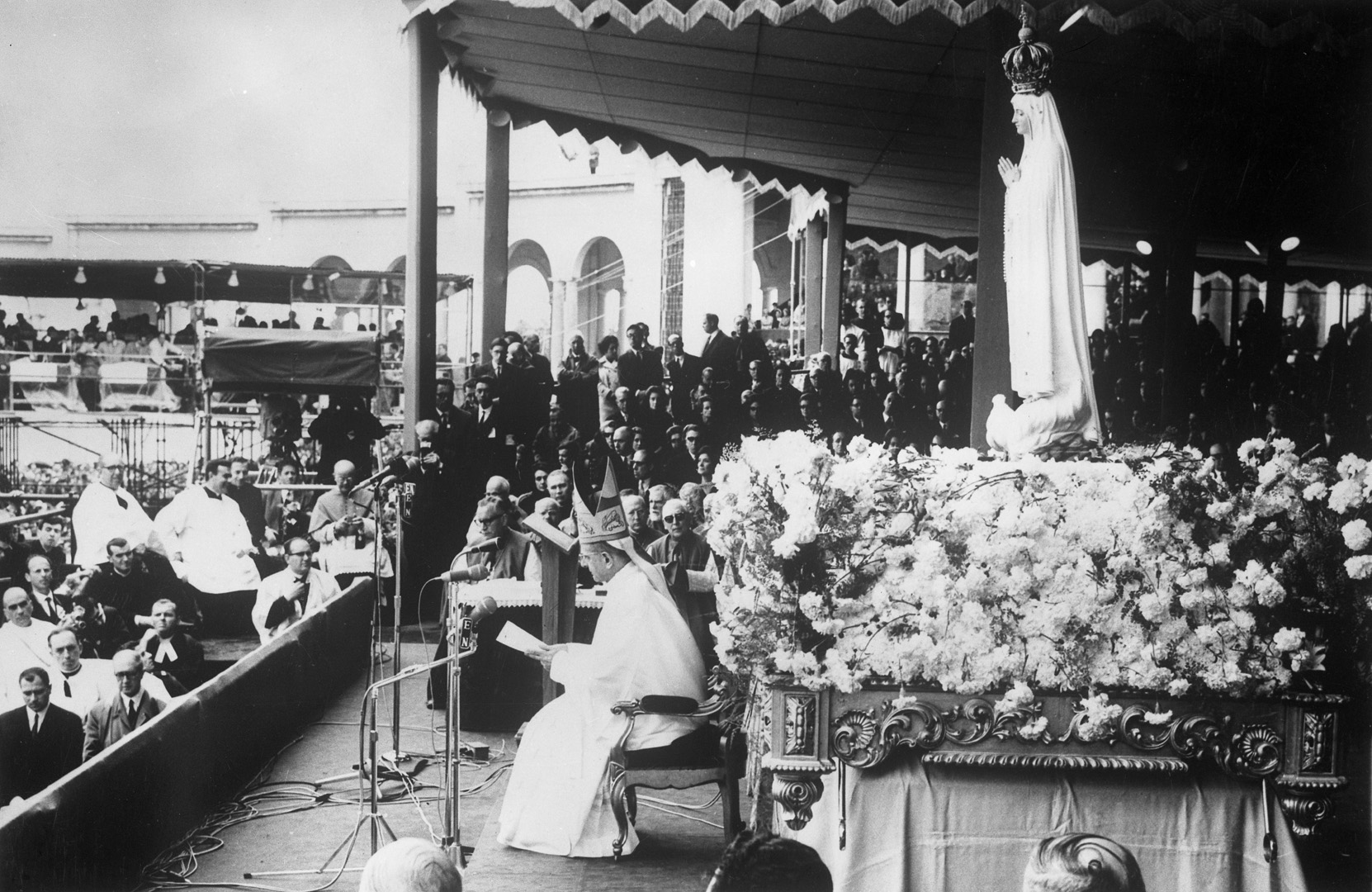
1967 : Paul VI prononce un discours à Fátima lors d'une messe à l'occasion du 50e anniversaire des apparitions mariales. Derrière le pontife trône la statue de Notre-Dame de Fátima.

La théologie mariale (ou mariologie) des papes est l'étude théologique de l'influence qu'exercent les papes sur la doctrine de l'Église catholique relative à la Vierge Marie et sur la dévotion qui lui est associée.
Le développement de la mariologie et du culte marial au fil des siècles a été influencé par un certain nombre de facteurs, parmi lesquels les directives papales. Celles-ci se traduisent par de nouvelles fêtes mariales, des prières, de nouvelles congrégations mariales, des indulgences, la reconnaissance des apparitions mariales – comme à Lourdes et à Fatima – et la déclaration de dogmes mariaux.
« Le siècle précédant le concile Vatican II a sans doute été l'époque la plus fertile pour les études mariales catholiques. » Un certain nombre de papes ont fait des thèmes mariaux un élément clé de leur papauté : Léon XIII a publié onze encycliques sur le rosaire, Pie XII s'est prévalu de l'infaillibilité pontificale pour établir un dogme marial, Jean-Paul II a construit ses armoiries personnelles autour de la croix mariale.

## Influences papales sur la mariologie
Les papes jouent un rôle très important dans le développement de la doctrine et dans la vénération de la Sainte Vierge. Ils prennent des décisions non seulement dans le domaine des croyances mariales (mariologie), mais aussi dans celui des pratiques et formes de dévotions mariales. Les papes promeuvent la vénération et les croyances mariales en autorisant de nouvelles fêtes mariales, des prières et des initiatives mariales, l'acceptation et le soutien des congrégations mariales, des indulgences et des privilèges spéciaux, et le soutien aux dévotions mariales.
La reconnaissance formelle des apparitions mariales, comme à Lourdes et Fátima, a également eu une influence. Les papes ont promu la dévotion mariale à travers des encycliques, des lettres apostoliques et avec deux dogmes (Immaculée Conception et Assomption), la promulgation des années mariales (Pie XII, Jean-Paul II), des visites aux sanctuaires mariaux (Benoît XVI en 2007) ; le pape François a décrété en 2018 que le Mémorial de la Bienheureuse Vierge Marie, Mère de l'Église, soit inséré dans le calendrier romain le lundi de Pentecôte.
Des opinions populaires telles que l'Immaculée Conception et l'Assomption se sont développées au fil du temps dans l'enseignement papal. Néanmoins, les papes ont également limité et mis en garde contre certaines pratiques de dévotion à Marie : ainsi en 1674, Clément X (1670-1676) indexa les livres sur la piété mariale ; et si des fraternités mariales furent fondées à la suite du Concile de Trente, toutes ne furent pas approuvées par le Saint-Siège.
Tous les papes n’ont pas le même point de vue sur les croyances et dévotions mariales. Dernièrement, le pape François a averti que les chrétiens ne pourraient pas plaire à Marie si en l'honorant d'une manière qui diminue l'honneur accordé à son divin Fils.

## Du Moyen-Âge auXVIIesiècle

### Clément IV
Le pape Clément IV (1265-1268) crée un poème sur les sept joies de Marie, lequel, par sa forme, est considéré comme une première version du chapelet franciscain:1159.

### Pie V
Le 17 septembre 1569, le pape Pie V publie la bulle papale Consueverunt Romani Pontifices qui universalise l'usage du rosaire. Avec la formation de la Sainte-Ligue il demande aux fidèles chrétiens de demander instamment l'intervention de la Vierge Marie, par la prière du chapelet. Après la victoire de Lépante (1571) sur l'Empire ottoman, il décrète une fête commémorative dont son successeur, Grégoire XIII fixera la date liturgique. Ce sera la fête de Notre-Dame du Rosaire. De plus, Pie V inclut dans le catéchisme qu'il a promulgué la deuxième partie de l'Ave Maria qui vient alors d'être ajoutée au Concile de Trente : « Sainte Marie, Mère de Dieu, priez pour nous, pécheurs »,.

### Clément VIII
Le pape Clément VIII (1592-1605) considère la piété mariale comme la base des réformes de l'Église et publia la bulle Dominici gregis (en) (3 février 1603) pour condamner les négations de la virginité de Marie. Il consacre des congrégations mariales et soutient l'essor du rosaire avec pas moins de 19 bulles papales:1162.

### Clément X
Le pape Clément X (1670-1676) favorise la piété mariale en accordant des indulgences et des privilèges supplémentaires aux ordres religieux ainsi qu'aux villes pour célébrer des fêtes mariales spéciales. Plusieurs bulles soutiennent la récitation fréquente du rosaire. Néanmoins, il s'oppose à la piété mariale de Louis de Montfort (canonisé en 1947 par Pie XII) par une bulle publiée le 15 décembre 1673 et interdit certaines manifestations de dévotions mariales:1163.

## AuXVIIIesiècle

### Clément XI
Le pape Clément XI (1700-1721) prépare le terrain pour le dogme de l'Immaculée Conception. Il autorise le titre « Immaculée Conception » et, en 1712, ordonne au Saint-Office de ne pas persécuter quiconque invoquerait Marie en utilisant ce titre. La fête de l'Immaculée Conception, qui n'existe que régionalement, est alors prescrite pour toute l'Église. Le Pape recommande les enseignements et la piété de Louis de Montfort et le nomme « Missionnaire apostolique de France »:1163. Le 3 octobre 1716, Clément XI étend la fête de Notre-Dame du Rosaire à l'Église universelle:1163.

### Benoît XIII
Le pape Benoît XIII (1724-1730) émet plusieurs indulgences pour soutenir la prière du rosaire, notamment lors des 15 « mardis mariaux », ainsi que les processions du rosaire. Il interdit le chapelet séraphin en 1727 et étend les fêtes de Notre-Dame des Sept Douleurs et de Notre-Dame du Mont Carmel à toute l'Église :672.

### Clément XII
Le pape Clément XII (1758-1769) interdit toutes les litanies mariales à l'exception de la litanie de Lorette. En 1770, il autorise l'Espagne à nommer l'Immaculata comme principale sainte-patronne du pays et, en 1767, il accorde à l'Espagne le privilège d'ajouter la Mater Immaculata à la litanie.

### Benoît XIV
Le pape Benoît XIV écrit des livres sur les fêtes du Christ et de Marie – De festis Christi at BMV. Il soutient les congrégations mariales de la Sodalité de Notre-Dame avec la bulle Gloriosae Dominae (de), publiée le 27 septembre 1748, et multiplie les indulgences pour tous ceux qui prient le rosaire:672.

### Clément XIV
Le pape Clément XIV (1769-1775) fait face à des troubles populaires dans le sud de l'Italie concernant les célébrations et les processions de l'Immaculée Conception. Il accorde alors aux franciscains de Palerme le privilège de célébrer la fête de l'Immaculée Conception. Plus tard, il étend ce privilège à d'autres ordres, mais seulement pour des messes privées. Il interdit la confrérie de l'Immaculée Conception mais confirme un ordre chevaleresque du même nom. Il aurait finalement promis au roi d'Espagne de dogmatiser l'Immaculée Conception.

## AuXIXesiècle

### Pie IX

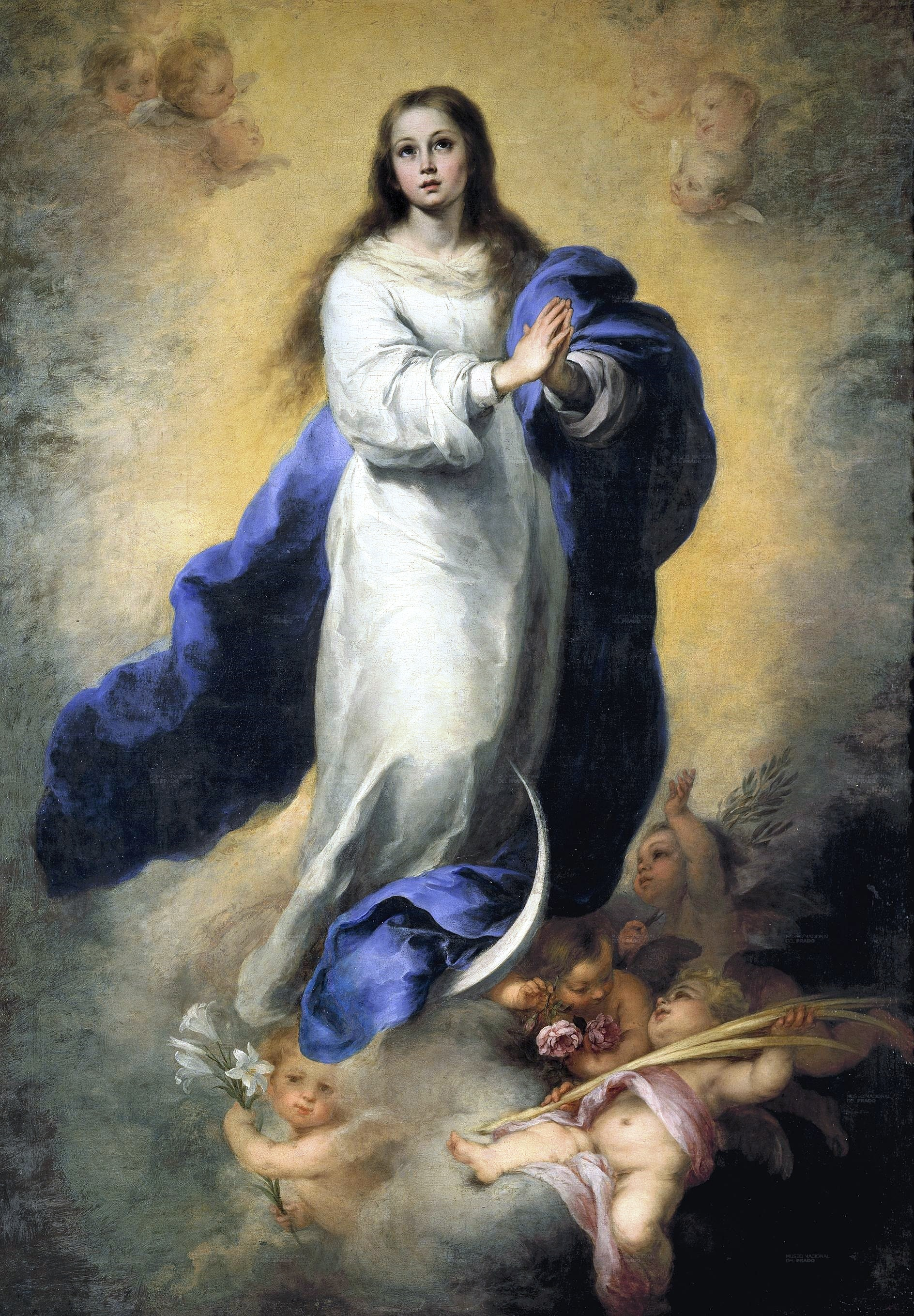
Pie IX dogmatise l'Immaculée Conception en 1854. (Murillo, L'Immaculée Conception d'El Escorial, 1660-1665)

Le pontificat de Pie IX (1846-1878) voit la promulgation du dogme de l'Immaculée Conception de la Vierge, dont l'enjeu domine la théologie catholique du XIXe siècle. C'est ainsi au cours de son pontificat que les pétitions se multiplient pour demander la dogmatisation de l'Immaculée Conception. En 1848, Pie nomme une commission théologique pour interroger la possibilité d'un dogme marial:245.
En 1848, le pape doit fuir Rome lorsqu'un mouvement révolutionnaire s'empare des États pontificaux et du gouvernement de la ville. Depuis son exil à Gaète, il publie l'encyclique Ubi primum, sollicitant l'avis des évêques sur l'Immaculée Conception : plus de 90 % des évêques ont demandé la dogmatisation:245. Pie IX agit avec prudence, le 10 mai 1852, en nommant une commission de vingt théologiens pour préparer un éventuel texte du dogme. Une fois le texte achevé, le 2 décembre 1852, il demande à une commission de cardinaux de le finaliser.
Ces événements influencent les réflexions ultérieures autour de la promulgation éventuelle du dogme de l'Assomption. Ainsi, ll'approche de Pie IX qui consiste à chercher un consensus collégial est plus tard reprise par Pie XII, avec l'encyclique Deiparae Virginis Mariae qui interroge les évêques sur l'éventualité d'un dogme de l'Assomption de la Vierge Marie.
Sous son règne, le scapulaire de Notre-Dame de la Merci fut approuvé en 1868.

#### Proclamation de l'Immaculée Conception en 1854
Ce n'est qu'en 1854 que Pie IX, avec le soutien de l'écrasante majorité des évêques catholiques romains, proclame l'Immaculée Conception. Huit ans plus tôt, en 1846, le pape a déjà exaucé le vœu unanime des évêques des États-Unis en proclamant l'Immaculée sainte-patronne des États-Unis:245. Lors du Concile Vatican I, quelques 108 pères conciliaires ont demandé d'ajouter les mots « Vierge Immaculée » au Je vous salue Marie. Certains pères ont même demandé que le dogme de l'Immaculée Conception soit inclus dans le credo de l'Église, ce à quoi Pie IX s'est opposé:566.

#### Rejet d'un dogme de l'Assomption
Au cours du Concile Vatican I, neuf pétitions mariologiques ont favorisé un éventuel dogme de l'Assomption, mais certains pères conciliaires, notamment allemands, s'y opposent fortement. Le 8 mai, les Pères rejettent une dogmatisation, rejet partagé par Pie IX. Les pères conciliaires soulignent la maternité divine de Marie et l'appellent la mère de toutes les grâces:566.
Pie IX croyait en l'Assomption de Marie et reconnaissait la relation étroite entre l'Immaculée Conception de Marie et son élévation au ciel. Il a cependant résisté aux tentatives visant à émettre un deuxième dogme marial en vingt ans. Il attribua à Marie sa fuite de justesse de Rome vers Gaète en 1848:245.

### Léon XIII
Dans son encyclique sur le cinquantième anniversaire du dogme de l'Immaculée Conception, le pape Léon XIII souligne le rôle de Marie dans la rédemption de l'humanité. Sa mariologie a été grandement influencée par Thomas d'Aquin, en particulier sa vision du rôle de Marie dans l'Annonciation:97. L'accent mis par Léon sur le chemin de Marie vers le Christ a été une direction clé de la mariologie catholique romaine, la mariologie étant considérée comme inhérente à la christologie et le chapelet ouvrant ce chemin.

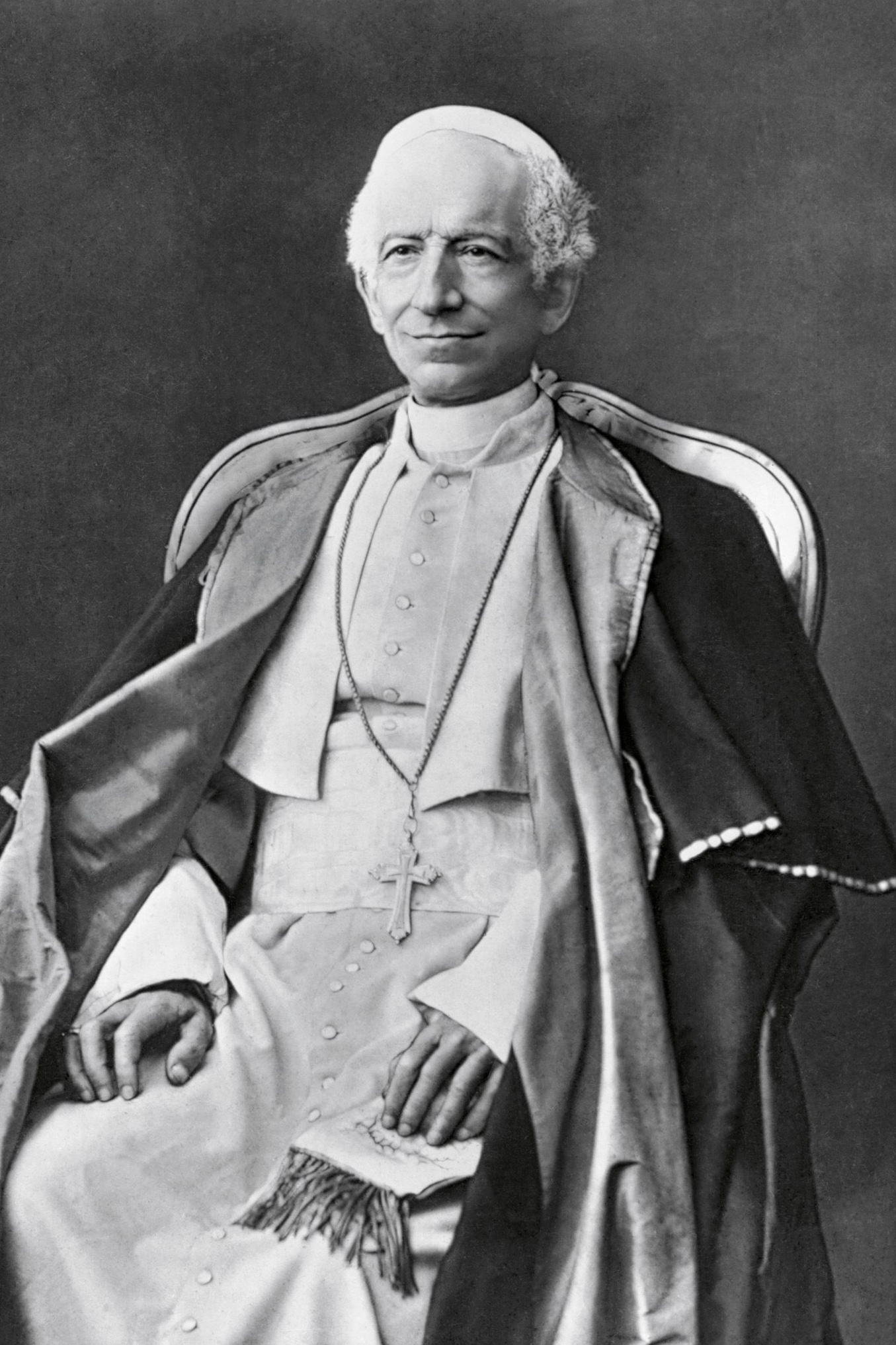
Léon XIII

Il a appliqué l'analyse mariale de Louis de Montfort à l'analyse de l'Église dans son ensemble[réf. incomplète]. Léon a activement utilisé son autorité papale pour soutenir la vénération de Marie dans les lieux de ses apparitions. Lors de la bénédiction et de l'ouverture de l'église Notre-Dame de Lourdes, il a publié l'écrit apostolique Parte humanae generi soutenant les pèlerinages à Lourdes et autres sanctuaires mariaux.
Léon XIII déclara la Vierge de Montserrat patronne de la Catalogne et institua la fête de la Médaille miraculeuse en 1894. Il condamne les hérésies sur l'Immaculée Conception[réf. incomplète] et évoque la relation de saint Joseph avec Marie dans l'encyclique Quamquam pluries (15 août 1889).

#### Les 12 encycliques mariales
Le pape Léon XIII (1878-1903) publia onze encycliques sur le rosaire,:41, instituant la coutume catholique de la prière quotidienne du chapelet au cours du mois d'octobre et créa en 1883 la fête de la Reine du Saint Rosaire, expliquant l'importance de ce dernier comme l'unique chemin vers Dieu, du Père au Fils, à sa Mère et d'elle au genre humain. Le chapelet est un moyen essentiel pour participer à la vie de Marie et trouver le chemin vers le Christ. Un siècle après sa mort, Léon XIII est souvent cité, notamment récemment par les papes Jean-Paul II et Benoît XVI.
- Supremi apostolatus[19], le 1er septembre 1883, sur le rosaire et la consécration de l’année 1883 à sa prière, disponible en langue française sur le site du Saint-Siège,
- Superiore Anno[19], le 30 août 1884, reprenant les recommandations de la précédente à l'occasion d'une épidémie de choléra survenue à Naples en 1884 [20],
- Vi è Ben Noto[19], le 20 septembre 1887, recommandant la prière du rosaire pour l'Italie et le pape, et promouvant liturgiquement la fête de Notre-Dame du Rosaire (en « double de deuxième classe »),
- Octobri Mense[19], le 22 septembre 1891, sur les vertus de la prière en général et du rosaire en particulier,
- Magnae Dei Matris[19], le 8 septembre 1892, commentaire sur ce qu'exprime et produit le rosaire, ainsi que sur la prière mariale,
- Laetitiae Sanctae[19], le 8 septembre 1893,
- Iucunda Semper Expectatione[19], le 8 septembre 1894,
- Adiutricem populi[19], le 5 septembre 1895,
- Fidentem Piumque Animum[19], le 20 septembre 1896,
- Augustissimae Virginis Mariae[19], le 12 septembre 1897,
- Diuturni Temporis[19], le 5 septembre 1898, à l’occasion du mois du Rosaire,
- et Quamquam Pluries[19], le 15 août 1889, la 12ème encyclique mariale consacrée à l’urgence de prier la Vierge Marie et son époux saint Joseph.

Il publia également trois autres documents mariaux :
- Le  bref pontifical Salutaris Ille Spiritus, le 24 décembre 1883, pour exhorter à la prière quotidienne du rosaire
- Le décret de la Congrégation des Rites sur la fête de N.-D. du Rosaire, le 11 septembre 1887, qui fixe la fête de Notre-Dame du Rosaire au 1er octobre.
- La lettre apostolique Parta Humano Generi[21]  le 8 septembre 1901, relative à la consécration du sanctuaire Notre-Dame du Rosaire, à Lourdes.

#### Médiatrice

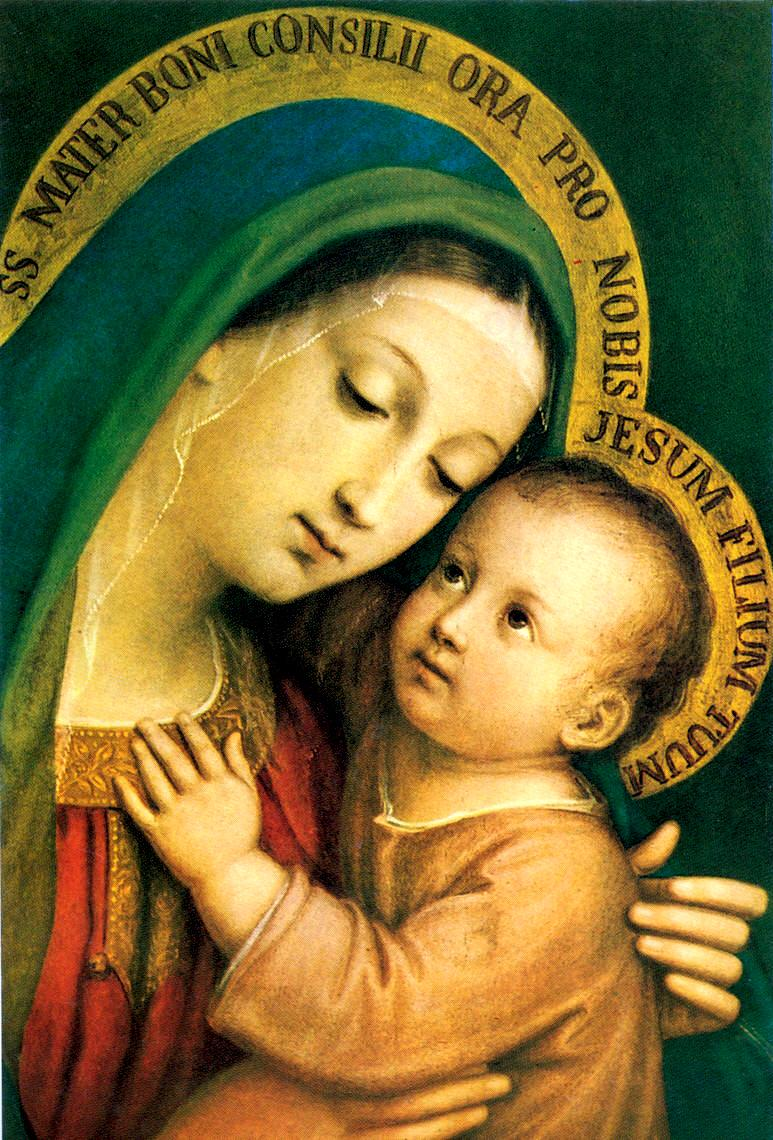
Léon XIII était dévoué à Notre-Dame du Bon Conseil et incluait son invocation dans les Litanies de Lorette. Cette image est de Pasquale Sarullo, l'original se trouvant à Genazzano, près de Rome. Pie XII a également placé son pontificat sous la garde maternelle de Notre-Dame du Bon Conseil et lui a composé une prière.

Léon XIII est le premier pape à adopter pleinement le concept de Marie comme médiatrice. Dans ses encycliques du Rosaire, il décrit la Vierge Marie comme médiatrice de toutes les grâces. En 1883, il écrivait que rien n'est plus salvateur et plus puissant que de demander le soutien de la Vierge, médiatrice de la paix avec Dieu et des grâces célestes :30. Dans son encyclique du Rosaire Octobri mense (en), il déclare que Marie est l'administratrice des grâces sur terre, faisant partie d'un nouvel ordre de salut :48.
Dans Dei Matris, il note que Marie est médiatrice parce que le Christ Seigneur est aussi notre frère :62. Et dans Jucunda Semper, il déclare que la raison la plus profonde pour laquelle les catholiques recherchent la protection de Marie par la prière est certainement sa fonction de médiatrice de la grâce divine:83. Dans Augustissimae Virginis Mariae (de), il écrit que faire appel à Marie est le meilleur moyen d'être entendu par Dieu et de trouver la grâce de Dieu :115.
Léon emprunte à Thomas d'Aquin l'idée que Marie, à l'heure de l'Annonciation, a assumé le rôle d'assistante dans le mystère de la rédemption. Ainsi tous les chrétiens naissent de Marie. Avec Jésus, Marie portait tout dans son sein. Par conséquent, tous les chrétiens sont ses enfants:96.

#### Scapulaires
Plus que tout autre pape, Léon XIII, lui-même membre de la Pieuse Union de Notre-Dame du Bon Conseil, est profondément attaché à Notre-Dame du Bon Conseil. Le petit Scapulaire de Notre-Dame du Bon Conseil (dit « le Scapulaire blanc ») fut offert par les ermites de Saint-Augustin à Léon XIII qui, en décembre 1893, l'approuve et le dote d'indulgences.

#### Autres dispositions
En 1883, il fit ajouter l'invocation "Notre-Dame du Rosaire" dans les Litanies de la Vierge Marie.
En 1900, il proclame Notre-Dame de Guadalupe comme sainte patronne des Amériques.
Le 22 avril 1903, le pape inclut l'invocation « Mater boni consilii » dans les litanies de Lorette.
Enfin, 1903 vit le lancement d'un projet de réalisation dans les jardins du Vatican d'une réplique de la grotte de Lourdes, Lourdes en France où eurent lieu les apparitions mariales de 1858 à sainte Bernadette Soubirous.

## DuXXesiècleà nos jours

### Pie X
Le pape Pie X (1903-1914) promeut la communion quotidienne. Dans son encyclique Ad diem illum de 1904, il considère Marie dans le contexte de « tout restaurer dans le Christ » : spirituellement, nous sommes tous ses enfants et elle est notre mère ; elle doit donc être vénérée comme une mère. Le Christ est le Verbe fait chair et le Sauveur de l'humanité. Il avait un corps physique comme tout autre homme : et en tant que Sauveur de la famille humaine, il avait un corps spirituel et mystique, l'Église. Ceci, affirme le Pape, a des conséquences sur notre vision de la Sainte Vierge.
Ainsi, Marie « n'a pas conçu le Fils éternel de Dieu simplement pour qu'il se fasse homme en lui prenant sa nature humaine, mais aussi en lui donnant sa nature humaine, afin qu'il soit le Rédempteur des hommes. Marie, portant en elle le Sauveur, portait aussi tous ceux dont la vie était contenue dans la vie du Sauveur. C'est pourquoi tous les fidèles unis au Christ sont membres de son corps, de sa chair et de ses os dès le sein de Marie comme une tête unie à son corps. D'une manière spirituelle et mystique, tous sont enfants de Marie, et elle est leur Mère. Mère spirituellement, mais véritablement Mère des membres du Christ. » 

### Benoît XV
Le pape Benoît XV (1914-1922) est dévoué à la vénération mariale et ouvert à de nouvelles perspectives théologiques. Il s'adresse personnellement dans de nombreuses lettres aux pèlerins des sanctuaires mariaux. Il nomme Marie sainte patronne de la Bavière. Pour souligner son soutien à la théologie médiatrice, il autorise la fête de Marie Médiatrice de toutes Grâces. Il condamne l'utilisation abusive des statues et images mariales sur les robes sacerdotales, qu'il interdit le 4 avril 1916:673,.
Pendant la Première Guerre mondiale, Benoît place le monde sous la protection de la Vierge Marie et a ajouté l'invocation « Marie Reine de la Paix » aux litanies de Lorette. Il a promeut la vénération mariale dans le monde entier en élevant vingt sanctuaires mariaux bien connus, tels que l'abbaye d'Ettal en Bavière, en basiliques mineures de l'Église. Il promeut également les dévotions mariales au mois de mai dans l'esprit de Louis de Montfort[réf. incomplète]. Enfin, la constitution dogmatique sur l'Église publiée par le Concile Vatican II cite la théologie mariale de Benoît XV.

Dans son encyclique sur Éphrem le Syriaque, il décrit Éphrem comme un modèle de dévotion mariale envers notre Mère, prédestinée de manière unique par Dieu. Si Benoît XV n'a certes pas publié d'encyclique mariale, il aborde toutefois la question d'une co-rédemption dans sa lettre apostolique Inter Soldalica, publiée le 22 mars 1918 :
Comme la bienheureuse Vierge Marie ne semble pas participer à la vie publique de Jésus-Christ, et puis, soudain, apparaît au chemin de sa croix, elle n'est pas là sans intention divine. Elle souffre avec son fils souffrant et mourant, presque comme si elle était elle-même morte. Pour le salut de l'humanité, elle renonça à ses droits de mère de son fils et le sacrifia pour la réconciliation de la justice divine, autant qu'il lui était permis de le faire. On peut donc dire qu’elle a racheté avec le Christ le genre humain. 

### Pie XI
Pendant le pontificat de Pie XI (1922-1939), un éventuel dogme de l'Assomption est couramment discuté. Il accorde à la France le patronage de « Notre-Dame assumée patronne du ciel ». En 1930, il envoie un délégué papal à la célébration de la maison de Marie à Lorette, et en 1931, soit 1500 ans après le Concile d'Éphèse, il lance un appel à l'Église orthodoxe séparée pour qu'elle vénère Marie ensemble et qu'elle surmonte le schisme. Dans plusieurs écrits apostoliques, il soutient la prière du chapelet. En 1931, il institue la fête de la maternité de Marie. Pie XI se plaît à citer Bernard de Clairvaux : « Nous avons tout par Marie »:246.

### Pie XII

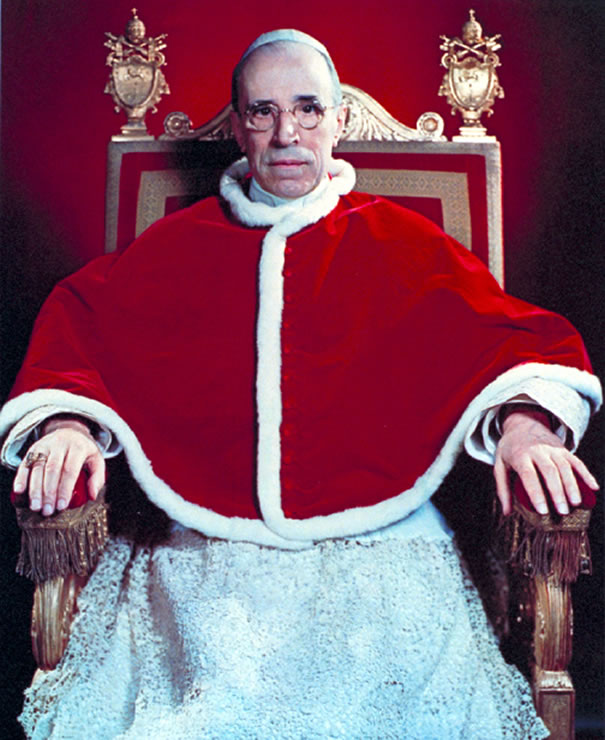
Pie XII

Eugenio Pacelli est dévoué à la Vierge Marie et, dans sa jeunesse, deux images à Rome reçoivent une vénération particulière : la Madonna della Strada et Salus Populi Romani,.
Le pape Pie XII est considéré comme le pape le plus marial de l’histoire de l’Église. Il place d'ailleurs son pontificat sous la protection de la Vierge.
Dans l'encyclique Mystici corporis de 1943, Pie XII parle du dogme de 1854 de l'Immaculée Conception promulgué par Pie IX. Ainsi, Marie, dont l'âme sans péché était remplie de l'esprit divin de Jésus-Christ au-dessus de toutes les autres âmes créées, « au nom de tout le genre humain » a donné son consentement « à un mariage spirituel entre le Fils de Dieu et la nature humaine », élevant ainsi la nature humaine au-delà du domaine purement matériel. Par ses puissantes prières, elle a obtenu que l'esprit de notre devin rédempteur soit accordé à l'Église nouvellement fondée à la Pentecôte. Elle est la Très Sainte Mère de tous les membres du Christ et règne au ciel avec son Fils, son corps et son âme resplendissant de la gloire céleste.
De nombreux saints canonisés par Pie XII sont connus pour leur profonde dévotion mariale, comme Pierre Chanel, Jeanne de Lestonnac, le pape Pie X, Catherine Labouré et Antoine-Marie Claret.

#### Fátima
Pacelli a été consacré archevêque dans la chapelle Sixtine par le pape Benoît XV le 13 mai 1917, le même jour que la première prétendue apparition de Notre-Dame de Fátima. Son secrétaire d'État, le cardinal Luigi Maglione, dira plus tard que le pape a été profondément ému par le parallèle entre sa consécration épiscopale et l'apparition de Fátima. Faisant référence à sa consécration épiscopale, le pape Pie a déclaré :
À l'heure même où le Seigneur a mis sur nos épaules le souci de toute l'Église, sur la montagne de Fátima est apparue pour la première fois la Reine Blanche du Saint Rosaire, comme si la Mère de Miséricorde voulait indiquer que dans le temps orageux Aux temps de notre pontificat, au milieu de la grande crise de l'histoire humaine, nous aurons toujours l'assistance maternelle et vigilante de la grande conquérante, qui nous protégera et nous guidera.
Le cardinal Tedeschini, présent à la consécration en 1917, ajoute à cette coïncidence son point de vue : « Le pontificat de Pie XII est centré sur Fátima, le 13 mai. C'est Notre-Dame de Fátima qui s'est associée à la personne et au futur d'Eugenio Pacelli, en le faisant consacrer par les mains du pape Benoît XV à la plénitude du sacerdoce au jour et à l'heure mêmes où la Très Sainte Vierge est descendue pour la première fois avec ses messages. à Fatima. Le 13 mai est gravé dans tous nos cœurs, et encore plus dans celui de ce Pape.
Le 13 mai 1942, jour du 25e anniversaire de la première apparition et jubilé d'argent de la consécration épiscopale du pape Pie XII, le Vatican publia le Message et le Secret de Fátima. En mai 1946, il autorise son représentant personnel, le cardinal Masella, à présider un couronnement canonique de l'image de Notre-Dame de Fátima, dans le sanctuaire de Fátima, au Portugal. "La vierge fidèle n'a jamais déçu la confiance qui lui a été accordée. Elle se transformera en une fontaine de grâces, de grâces physiques et spirituelles, sur tout le Portugal et, de là, en brisant toutes les frontières, sur toute l'Église et dans le monde entier." 

#### Année mariale
Avec l'encyclique Fulgens corona (en) du 8 septembre 1953, Pie XII est devenu le premier pape à appeler à une année mariale, une pratique poursuivie par Jean-Paul II en 1987. Fixée en 1954, l'année mariale comprenait des initiatives dans les domaines de la mariologie, des événements culturels, de la charité et des rencontres sociales:534.

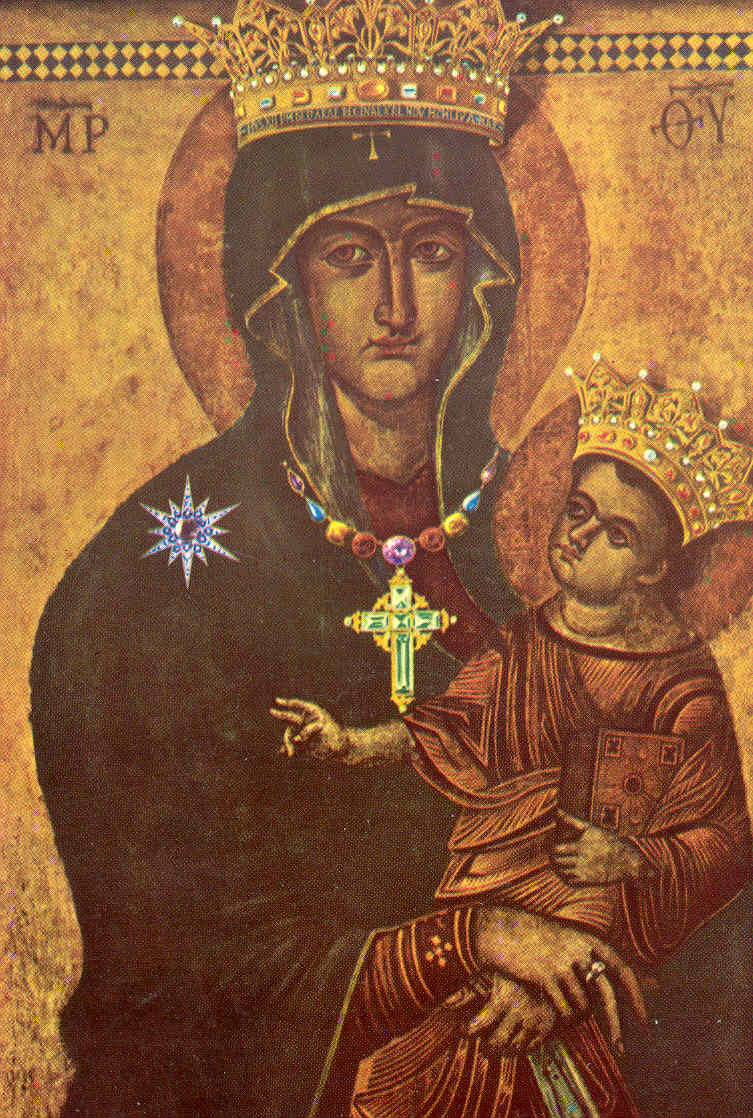
Le 1 avril 1899, Eugenio Pacelli dit sa première messe à la Salus Populi Romani. Cinquante ans plus tard, il couronne cette image pour l'année mariale 1954, comme le montre ici.

L'encyclique Le Pèlerinage de Lourdes, qui paraît le 2 juillet 1957, représente la déclaration la plus forte du magistère papal sur les apparitions mariales dans l'histoire de l'Église catholique. Pie XII y évoque d'agréables souvenirs du pèlerinage à Lourdes qu'il entreprit alors qu'il était délégué pontifical aux célébrations eucharistiques et mariales de 1937. Le Pape rappelle aux fidèles de France que toute terre chrétienne est une terre mariale et qu'« il n'y a pas une seule nation rachetée par le sang du Christ qui ne se glorifie de proclamer Marie sa Mère et Patronne ». » Il rappelle ensuite l'histoire de la vénération mariale, l'histoire de Lourdes et les contributions des papes à sa vénération à Lourdes.
Les familles chrétiennes doivent rester fidèles à leur mission vitale dans la société et se consacrer en cette année jubilaire au Cœur Immaculé de Marie. Pour les couples mariés, cette consécration est une aide précieuse dans leurs devoirs conjugaux de chasteté et de fidélité et maintient pure l'atmosphère dans laquelle grandissent les enfants.
"Les affaires professionnelles et civiques offrent un vaste champ d'action mariale. Rassemblés aux pieds de la Vierge et ouverts à ses enseignements, l'introspection déracinera les faux jugements et les pulsions égoïstes. ...La quête de la paix sociale et politique entre les hommes est " Un problème moral avant tout, car aucune réforme ne peut porter ses fruits, aucun accord durable sans une conversion et une purification du cœur. En cette année jubilaire, la Vierge de Lourdes rappelle cette vérité à tous les hommes. " 

Pie XII enseigne que Marie regarde avec une affection particulière certains de ses enfants : les petits, les pauvres et les affligés, ceux-là mêmes que Jésus aime tant.
Allez vers elle, vous qui êtes écrasés par la misère matérielle, sans défense face aux épreuves de la vie et à l'indifférence des hommes. Allez vers elle, vous qui êtes assaillis par les chagrins et les épreuves morales. Allez à elle, bien-aimés invalides et infirmes, vous qui êtes sincèrement accueillis et honorés à Lourdes comme les membres souffrants de Notre Seigneur. Allez vers elle et recevez la paix du cœur, la force pour vos devoirs quotidiens, la joie pour le sacrifice que vous offrez.
Le Pontife affirme que la Vierge Immaculée connaît les voies secrètes par lesquelles la grâce opère dans les âmes. Elle sait aussi le grand prix que Dieu attache aux souffrances, unies à celles du Sauveur. L'encyclique s'achève par une citation de Bernard de Clairvaux : « Au milieu des dangers, des difficultés et des doutes, pensez à Marie, invoquez le secours de Marie… Si vous la suivez, vous ne vous éloignerez pas ; si vous la suppliez, vous ne perdrez pas l'espoir ; si vous pensez à elle, vous ne vous tromperez pas ; si elle vous soutient, vous ne tomberez pas ; si elle vous protège, vous n'aurez pas peur ; si elle vous conduit, vous ne vous lasserez pas ; si elle est propice, vous atteindrez votre objectif. »,.

#### Consécration au Cœur Immaculé
Le 31 octobre 1942, Pie XII consacre le genre humain – et plus tard, la Russie – au Cœur Immaculé de Marie.
Le même jour, dans un discours radiophonique, il informe le peuple portugais des apparitions de Fatima, consacrant le genre humain au Cœur Immaculé de la Vierge, avec une mention spécifique de la Russie. Le 8 décembre 1942, le Pontife déclare officiellement et solennellement cette consécration lors d'une cérémonie à la basilique Saint-Pierre de Rome.
La Consécration au Cœur Immaculé de Marie a eu lieu le 31 octobre 1942, juste avant les tournants majeurs de la Seconde Guerre mondiale. Pie XII consacre à Marie non seulement l'Église mais le genre humain tout entier, comme « Père du christianisme », comme représentant du Christ, à qui « Tout pouvoir est donné [...] dans le ciel et sur la terre » (Matthieu 28, 18). À cette époque, les troupes allemandes du général Rommel avaient conquis des parties stratégiques de l'Afrique du Nord et avançaient vers le canal de Suez. Dans le Pacifique, après l'attaque de Pearl Harbor, les forces impériales japonaises occupent des territoires de plus en plus nombreux et la Russie connaît une invasion allemande de plus en plus étendue. Dans cette situation, le pape Pie XII, comme ses prédécesseurs, met sa confiance dans la prière. Le 31 octobre 1942, il appelle à une croisade de prière à la Reine de la Paix et consacre le genre humain tout entier et spécialement la Russie au Cœur Immaculé de Marie.
En 1944, Pie XII prescrit la fête du Cœur Immaculé de Marie pour toute l'Église et place son pontificat sous le patronage spécial de la Vierge. Dans sa lettre apostolique du 7 juillet 1952, Sacro Vergente, Pie consacre également la Russie à la Très Sainte Vierge Marie.
Le 1er mai 1948, dans l'encyclique Auspicia quaedam (de), le pape demande la consécration au Cœur Immaculé de chaque famille, paroisse et diocèse catholiques. Il écrit : « Nous souhaitons donc que partout où l'occasion se présente, cette consécration se fasse dans les différents diocèses ainsi que dans chacune des paroisses et des familles. »,

#### Mariologie de Pie XII
Le dogme de l'Immaculée Conception de Pie IX de 1854 définissait la Vierge conçue sans péché, comme la mère de Dieu et notre mère. Le pape Pie XII s'est appuyé sur cela dans Mystici corporis, qui résume sa mariologie : Marie, dont l'âme sans péché était remplie de l'esprit divin de Jésus-Christ au-dessus de toutes les autres âmes créées, « au nom de tout le genre humain » a donné son consentement « pour un mariage spirituel entre le Fils de Dieu et la nature humaine »[réf. incomplète], élevant ainsi la nature humaine au-delà du domaine purement matériel. Celle qui, selon la chair, était la mère de notre Chef, est devenue mère de tous ses membres. Par ses puissantes prières, elle a obtenu que l'esprit de notre Divin Rédempteur soit répandu sur l'Église nouvellement fondée à la Pentecôte. Elle est la Très Sainte Mère de tous les membres du Christ et règne au ciel avec son Fils, son corps et son âme resplendissant de la gloire céleste.

#### Adoption du dogme de l'Assomption
En 1950, Pie XII définit l'Assomption de Marie comme un article de foi catholique romaine, le dogme de l'Assomption :
Par l'autorité de notre Seigneur Jésus-Christ, des bienheureux Apôtres Pierre et Paul, et par notre propre autorité, nous prononçons, déclarons et définissons comme étant un dogme divinement révélé : que la Mère Immaculée de Dieu, la toujours Vierge Marie, après avoir accompli le cours de sa vie terrestre, elle fut assumée corps et âme dans la gloire céleste.
Le dogme de l'assomption corporelle de la Vierge Marie est le couronnement de la théologie du pape Pie XII. Elle est précédée de l'encyclique Deiparae Virginis Mariae (1946) qui demande à tous les évêques catholiques d'exprimer leur avis sur une éventuelle dogmatisation. Dans cette affirmation dogmatique, l'expression « ayant accompli le cours de sa vie terrestre » laisse ouverte la question de savoir si la Vierge Marie est morte avant son Assomption, ou si elle a été assumée avant la mort ; les deux possibilités sont autorisées. L'Assomption de Marie est entendue comme un don divin fait à Marie en tant que Mère de Dieu et donc, aussi, un témoignage de la nature divine de son Fils.

#### Nouvelles fêtes mariales
Pie XII institue la fête du Cœur Immaculé de Marie en 1944, qui sera célébrée le 22 août, coïncidant ainsi avec le traditionnel jour d'octave de l'Assomption. (En 1969, le pape Paul VI déplace la célébration du Cœur Immaculé de Marie au samedi suivant immédiatement la solennité du Sacré-Cœur de Jésus.)

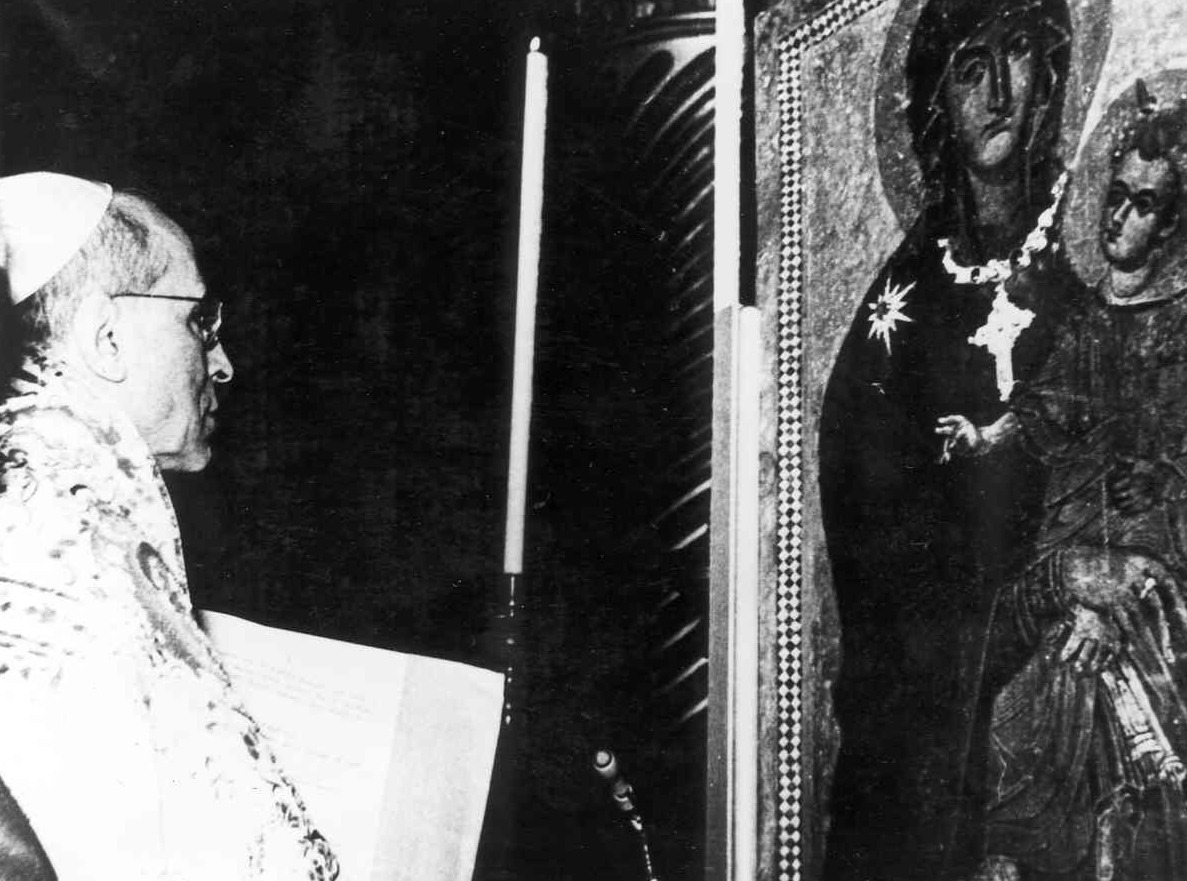
Couronnement de l'icône Salus Populi Romani à Rome par Pie XII en 1954, en association avec son annonce d'une nouvelle fête mariale pour célébrer la Royauté de Marie.

Dans l'encyclique Ad Caeli Reginam du 11 octobre 1954, il introduit une nouvelle fête mariale, la Royauté de Marie.
Selon Pie XII, une fois montée au ciel, « Marie est avec Jésus-Christ, son divin fils. Marie devrait être appelée Reine, non seulement à cause de sa divine maternité de Jésus-Christ, [son fils unique,] mais aussi parce que Dieu a voulu qu'elle ait un rôle exceptionnel dans l'œuvre de notre salut éternel. » L'encyclique soutient que le Christ, parce qu'il nous a rachetés, est notre Seigneur et roi à un titre spécial, de sorte que la Sainte Vierge aussi [est notre reine], en raison de la manière unique dont elle a contribué à notre rédemption, en donnant de sa propre substance, en l'offrant librement pour nous, par son désir singulier, sa requête et son intérêt actif pour notre salut. »
Plus tardivement, en même temps qu'il associe étroitement les célébrations du Cœur Immaculé de Marie et du Sacré-Cœur de Jésus, le pape Paul VI déplace la célébration de la Royauté de Marie du 31 mai au 22 août, en l'associant à la fête de son Assomption.

#### Écrits mariologiques
Dans plusieurs encycliques et lettres apostoliques adressées au peuple polonais et à d'autres pays derrière le rideau de fer, il a exprimé sa certitude que la Bienheureuse Vierge Marie triompherait de ses ennemis. Le 8 septembre 1953, l'encyclique Fulgens corona (en) annonce une année mariale pour 1954, centenaire du dogme de l'Immaculée Conception. Le pape Pie XII a laissé ouverte la question de la Médiatrice, le rôle de la Vierge dans les actes salvateurs de son fils Jésus-Christ. Dans l'encyclique Ad caeli reginam, il promulgue la fête de la Royauté de Marie. Pie XII consacre le 13 mai 1917, le jour même où serait apparue Notre-Dame de Fatima, consacra le monde au Cœur Immaculé de Marie en 1942, conformément au deuxième « secret » de Notre-Dame de Fatima. (Sa dépouille devait être enterrée dans la crypte de la basilique Saint-Pierre le jour de la fête de Notre-Dame de Fátima, le 13 octobre 1958.)
En 1950 et 1958, il autorise les institutions à intensifier la recherche universitaire sur la vénération de Marie (voir ci-dessous). En 1953, le pape Pie ordonne une année mariale pour 1954, la première dans l’histoire de l’Église. L'année est jalonnée d'initiatives mariales, dans les domaines de la mariologie, des événements culturels, caritatifs et sociaux:534. Dans ses encycliques Fulgens corona (en) et Ad Caeli Reginam, il présente une synthèse de la mariologie de l'Église et met en garde contre l'excessive timidité et sous-représentation de la foi catholique.

#### Recherche mariologique
Pie XII soutient fortement la recherche mariale avec la fondation ou l'agrandissement d'un certain nombre de centres de recherche à Rome. En 1950 et en 1958, il autorise les institutions à intensifier la recherche universitaire sur la vénération de Marie. Il soutient ou récompense les recherches mariologiques de chercheurs comme Gabriel Roschini, Raimondo Spiazzi, Otto Faller et Sebastian Tromp. Roschini fut nommé chef du Marianum, Spiazzi et Tromp sont invités à l'aider à rédiger ses encycliques, Faller reçoit une médaille papale pour son travail. Les centres de recherche sont alors :
- l'Academia Mariana Salesiana :' le pape accorde la fondation de lAcademia Mariana Salesiana qui fait partie d'une université papale. L'académie soutient les études salésiennes dans le but de promouvoir la vénération de la Sainte Vierge dans la tradition de Jean Bosco[11]:534;
- le Centro Mariano Montfortano : en 1950, le Centro Mariano Montfortano est transféré de Bergame à Rome. Le Centro promulgue les enseignements de Louis de Montfort, qui vient d'être canonisé par Pie XII. Elle publie le mensuel Madre e Regina qui promulgue l'orientation mariale de Montfort[11]:535;
- Marianum est créé en 1950 et confié à l'Ordre des Servites. L'institut est autorisé à décerner tous les diplômes universitaires, y compris le doctorat en théologie. Depuis 1976, le Marianum organise des conférences biennales internationales pour trouver des formulations modernes qui se rapprochent du mystère de Marie[11]:535;
- Le Collegamento Mariano Nazionale (1958) est la dernière initiative mariale du pape Pie XII. Le Collegamento coordonne les activités des centres mariaux en Italie et organise des pèlerinages mariaux et des semaines d'études mariales pour les prêtres. En outre, il organise des rencontres de jeunesse et publie le journal Madonna[11]:534.

Parmi ces organisations, le Marianum est le centre marilogique le plus actif de Rome. Cet institut pontifical catholique est fondé par le père Gabriel Roschini (qui le dirige ensuite pendant plusieurs années) sous la direction du pape Pie XII en 1950. Au Marianum, on peut obtenir une maîtrise en mariologie (programme académique de 2 ans) ainsi qu'un doctorat en mariologie. Cet établissement mariologique possède une bibliothèque avec plus de 85 000 volumes sur la mariologie et un certain nombre de magazines et revues d'intérêt théologique et mariologique. Marianum est aussi le nom de la prestigieuse revue de théologie mariale, fondée auparavant par le Père Roschini en 1939:535.

### Jean XXIII
Le 30 novembre 1934, Angelo Roncalli est nommé délégué apostolique en Turquie. L'archevêque fait inscrire les mots Ad Jesum per Mariam au-dessus de sa chapelle dans la délégation apostolique d'Istanbul car il croît que la mariologie était la clé de l'unité avec les orthodoxes ; la Théotokos étant la partie essentielle d'un patrimoine commun. Lorsqu'on lui a demandé, au printemps 1954, son avis sur le projet de nouvelle fête de la Reine Marie, le cardinal Roncalli répond qu'il la juge inutile et, d'un point de vue œcuménique, contre-productive. Pour les mêmes raisons, alors qu'il est pape, il refuse une demande de définition dogmatique de la « maternité spirituelle de Marie ».
Atteint d'un cancer de l'estomac à la fin de sa vie, la méditation du pape Jean XXIII sur l'Assomption était profondément christologique. « Le mystère de l'Assomption fait entrer en nous la pensée de la mort, de notre mort, et il diffuse en nous un sentiment d'abandon paisible ; il nous familiarise et nous réconcilie avec l'idée que le Seigneur sera présent dans notre agonie, pour rassembler entre ses mains notre âme immortelle. »

### Paul VI

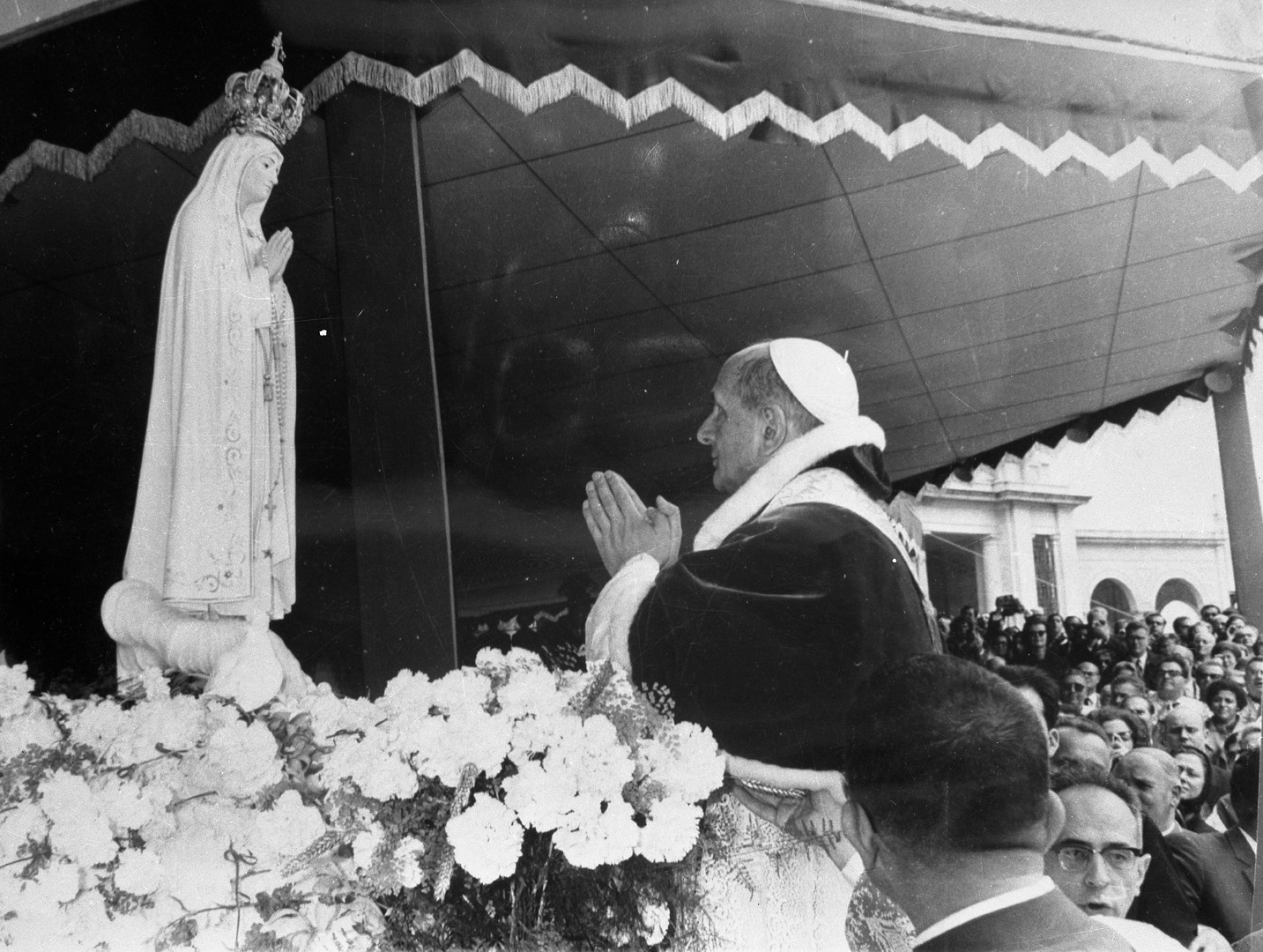
Paul VI lors de sa visite au Sanctuaire de Fátima en 1967

Le pape Paul VI (1963-1978) tente de présenter les enseignements mariaux de l'Église dans la perspective de sa nouvelle orientation œcuménique. Dans son encyclique inaugurale Ecclesiam Suam (voir la section ci-dessous), le pape qualifie Marie d'idéal de perfection chrétienne. Il considère « la dévotion à la Mère de Dieu comme d’une importance primordiale pour vivre la vie de l’Évangile ».
Lors de son discours de clôture de la troisième session du Concile Vatican II, le 21 novembre 1964, Paul VI proclame « Marie la Très Sainte Mère de l'Église, c'est-à-dire la Mère de tout le peuple de Dieu, fidèles et pasteurs. » René Laurentin déclare que la Commission théologique a examiné et rejeté le titre de « Mère de l'Église » non parce qu'elle l'aurait trouvé faux, mais parce qu'un tel titre est fatalement sujet aux malentendus, notamment en donnant l'air de placer Marie en dehors de l'Église.
L'encyclique Mense Maio du 29 avril 1965 est centrée sur la Vierge Marie, à qui le mois de mai est dédié, traditionnellement, en tant que Mère de Dieu. Paul VI écrit que Marie doit à juste titre être considérée comme la voie par laquelle les hommes sont conduits au Christ. Par conséquent, celui qui rencontre Marie ne peut que rencontrer le Christ. Il écrit que la Reine du Ciel est confiée par Dieu comme administratrice de sa compassion.
Dans son encyclique Christi Matri de 1966, il recommande le chapelet à la lumière de la guerre du Vietnam et des dangers des conflits atomiques. Il convient d'invoquer la Reine de la Paix et Mère de l'Église : « Rien ne semble plus approprié et plus précieux que de faire monter les prières de toute la famille chrétienne vers la Mère de Dieu, qui est invoquée comme Reine de la Paix, en la priant de verser Nous voulons que des prières constantes et pieuses soient offertes à celle que Nous avons déclarée Mère de l'Église, sa mère spirituelle, lors de la célébration du Concile Vatican II. »
Paul VI enseigne que le rosaire est un résumé de l'enseignement de l'Évangile. Son nouveau missel comprend toutes les nouvelles prières mariales. Dans son exhortation apostolique Marialis Cultus de 1974, il promeut à nouveau les dévotions mariales, mettant en valeur les prières de l'Angélus et du Rosaire. Marie mérite les dévotions parce qu'elle est la mère des grâces et à cause de son rôle unique dans la Rédemption. À l'occasion du cinquantième anniversaire de l'apparition de Fátima, Paul VI y fait un pèlerinage, le premier d'un pape. Il y lie la vénération de Marie à son rôle dans le Salut du genre humain:128.

### Jean-Paul II

Armoiries de Jean-Paul II avec une croix mariale

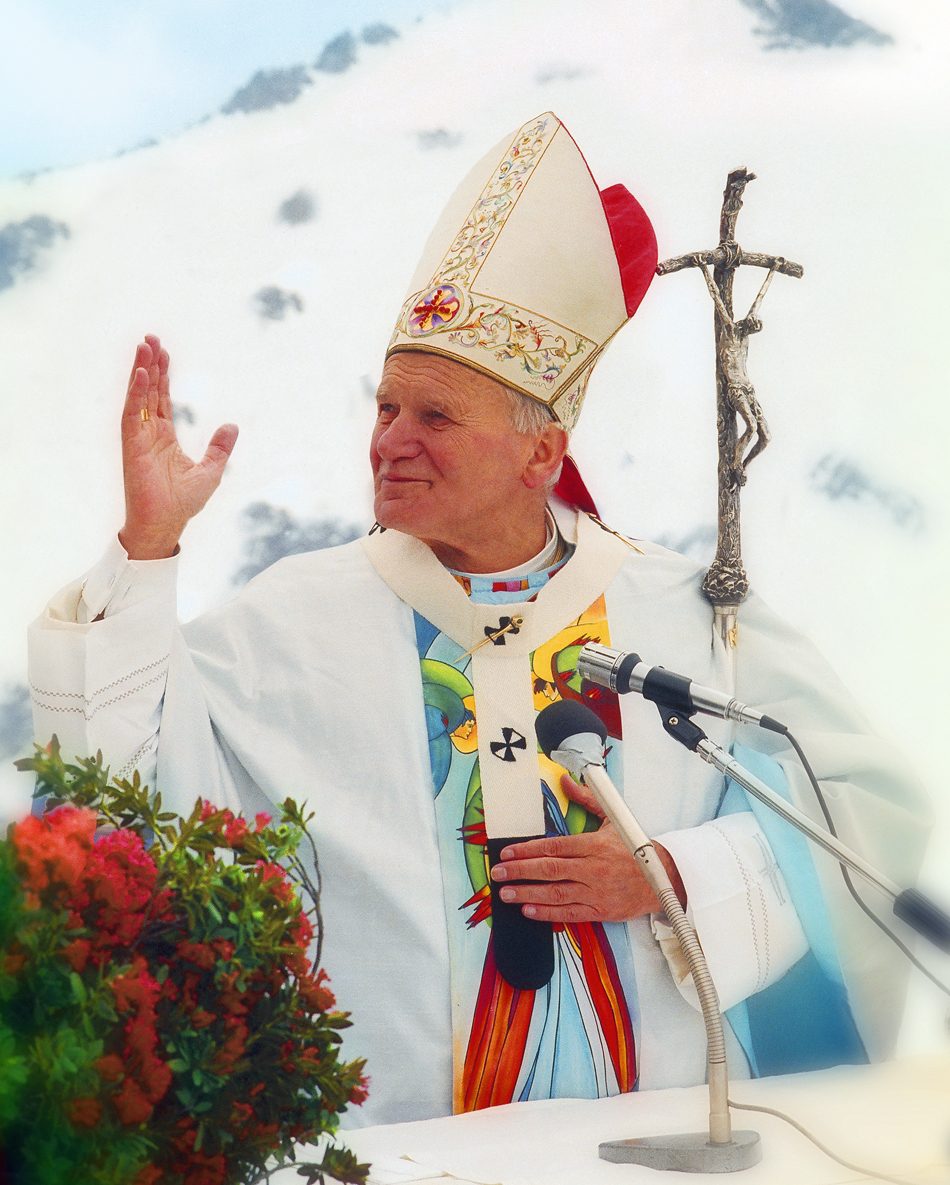
Jean-Paul II

Au cours de la dernière partie du XXe siècle, l'orientation de l'Église catholique est dominée par la vision du pape Jean-Paul II, selon une perspective de très forte emphase mariale,. Il fait illustrer délibérément ses conceptions dans le dessin de ses armoiries, par l'usage d'une croix mariale. Selon L'Osservatore Romano, l'utilisation de la croix mariale sur ses armoiries s'écarte des modèles héraldiques traditionnels et vise à souligner la présence de la Vierge Marie sous la croix du Calvaire et sa participation particulière au processus de rédemption.
Dans sa jeunesse, Karol Wojtyła est profondément influencé par les écrits du prêtre français Louis de Montfort, en particulier La Vraie Dévotion à Marie. Peter Hebblethwaite soutient que la dévotion mariale de Jean-Paul II est une combinaison de la spiritualité française du XVIIe siècle et du nationalisme polonais, au sein duquel la catholicité fait partie de l'identité polonaise et où Marie est vénérée comme « la Reine de Pologne ». Cela étant dit, Peter Hebblethwaits suggère que cette approche pourrait avoir moins de résonance en dehors du cas particulier de l’expérience nationale polonaise.
Jean-Paul II attribue sa survie à la tentative d'assassinat du 13 mai 1981, jour de la fête de Notre-Dame de Fatima, à la protection de Marie. Un an plus tard, il part en pèlerinage au Portugal en guise de remerciement.
Dans l'encyclique Redemptoris Mater de 1987 et lors de l'audience générale du 17 septembre 1997, Jean-Paul II confirme le titre de « Marie, Mère de l'Église ». L'encyclique est un résumé de la mariologie contemporaine, en soulevant aussi quelques aspects nouveaux. Selon Jean-Paul II, la Mère du Rédempteur a une place précise dans le plan du Salut :
 Si la salutation et le nom « pleine de grâce » disent tout cela, dans le contexte de l'annonce de l'ange, ils font avant tout référence à l'élection de Marie comme Mère du Fils de Dieu. Mais en même temps, la « plénitude de grâce » indique toute la munificence surnaturelle dont bénéficie Marie en étant choisie et destinée à être la Mère du Christ. Si cette élection est fondamentale pour l'accomplissement des desseins salvifiques de Dieu pour l'humanité, et si le choix éternel dans le Christ et la vocation à la dignité des enfants adoptés est le destin de chacun, alors l'élection de Marie est tout à fait exceptionnelle et unique. D'où aussi la singularité et l'unicité de sa place dans le mystère du Christ.

La lettre apostolique Rosarium Virginis Mariae (2002) du pape Jean-Paul II sur le Rosaire nous renseigne davantage sur son tropisme marial, en expliquant comment sa devise personnelle, «Totus Tuus », est inspirée par la doctrine de saint Louis de Montfort sur l'excellence de la dévotion mariale et de la consécration totale. Dans Rosarium Virginis Mariae, Jean-Paul II cite Louis de Montfort et dit :
Toute notre perfection consiste à être conformés, unis et consacrés à Jésus-Christ. Aussi la plus parfaite de toutes les dévotions est-elle sans doute celle qui nous conforme, nous unit et nous consacre le plus parfaitement à Jésus-Christ. Or, puisque Marie est de toutes les créatures la plus conforme à Jésus-Christ, il s'ensuit que parmi toutes les dévotions, celle qui consacre et conforme le plus une âme à Notre Seigneur est la dévotion à Marie, sa Sainte Mère, et que plus une âme est consacrée à elle, plus elle sera consacrée à Jésus-Christ.

### Benoît XVI
Le pape Benoît XVI poursuit le programme de Jean-Paul II visant à réorienter toute l'Église vers une approche authentique de la christologie via un retour à « toute la vérité sur Marie ». Alors qu'il est encore le cardinal Ratzinger, il écrit déjà :
Il est nécessaire de revenir à Marie si l'on veut revenir à cette « vérité sur Jésus-Christ », « vérité sur l'Église » et « vérité sur l'homme ».

### PapeFrançois

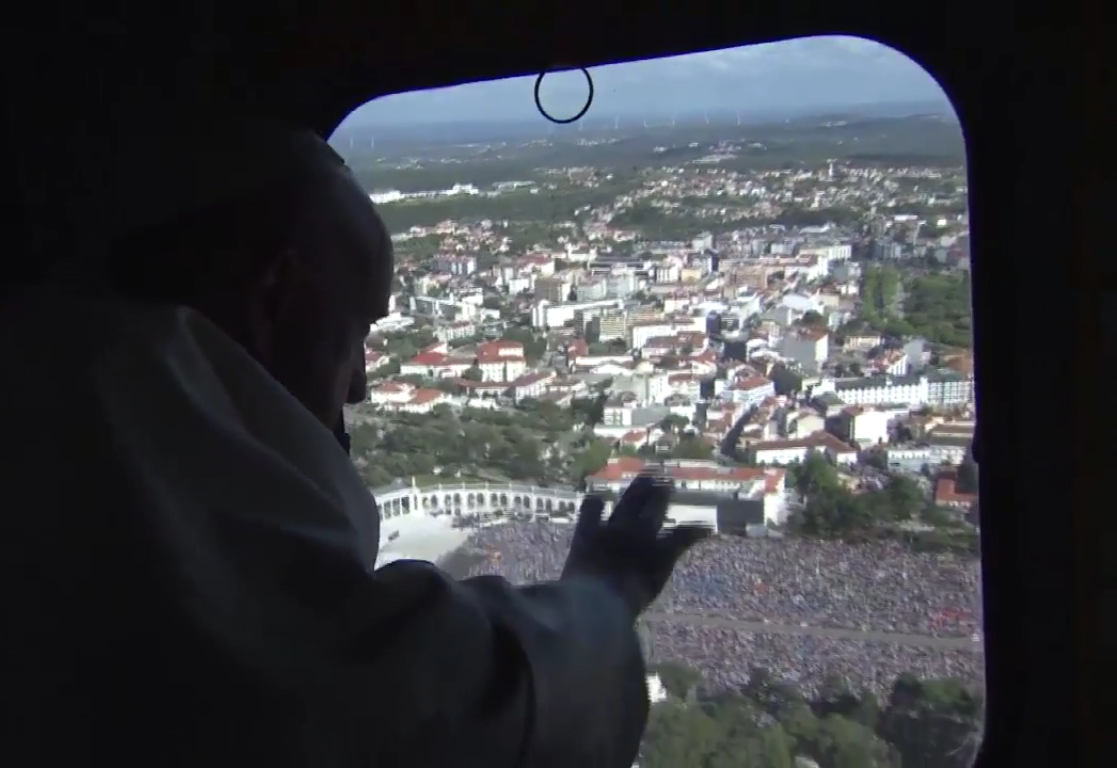
Le pape François survole la foule au sanctuaire de Notre-Dame de Fátima, au Portugal, le 12 mai 2017.

Dans une homélie, François compare Marie au pied de la Croix aux mères de prisonniers qu'il a rencontrées à Buenos Aires,.
Comme ses prédécesseurs, il se prononce contre l'attribution du titre de « Co-Rédemptrice » à Marie.

## Documents pontificaux traitant de mariologie
Bulles papales
- Dominici Gregis
- Ineffabilis Deus : Pie IX y établit le dogme de l'Immaculée Conception.
- Bis Saeculari
- Munificentissimus Deus : Pie XII y établit l'Assomption de Marie.

Encycliques
- Illum ad diem
- Deiparae Virginis Mariae (1948) : Pie XII sur l'Assomption de la Sainte Vierge
- Ingruentium malorum (en)
- Fulgens corona (en) (1953) : Pie XII à l'occasion du centenaire du dogme de l'Immaculée Conception
- Ad Caeli Reginam (1954) : Pie XII sur la Royauté de Marie
- Rédemptoris Mater
- Auspicia quaedam (de) (1948) : Pie XII sur les prières mariales pour la paix

Lettres apostoliques
- Gloriosae Dominae
- Marialis cultus
- Rosarium Virginis Mariae

## Sources
- (de) Michael Schmaus, Mariologie, Katholische Dogmatik, vol. V, Munich, 1955
- (de) Konrad Algermissen, Lexikon der Marienkunde, F. Pustet, 1957 (lire en ligne)
- (de) Remigius Bäumer, Marienlexikon [« Marian Lexicon »], EOS-Verlag, 1989 (ISBN 9783880968912, lire en ligne)
- (de) Rudolf Graber, Die marianischen Weltrundschreiben der Päpste in den letzten hundert Jahren [« Marian Encyclicals of Popes in the Last Hundred Years »], Würzburg, Allemagne de l'Ouest, Echter-Verlag, 1954
- (en) « The Mariological Society of America » [« Société de mariologie d'Amérique »] (version du 25 septembre 2017 sur Internet Archive)
- Bibliothèque mariale de l'Université de Dayton https://udayton.edu/imri/mary/index.php
- Pie XII, encycliques et bulles
- Stefano De Fiores, (Marianum) Maria, sintesi di valori. Histoire culturelle de mariologie. Cinisello Balsamo 2005;
- Stefano de Fiores, (Marianum), Maria. Nouveau dictionnaire. 2 Vol. Bologne 2006 ;
- Acta Apostolicae Sedis, référencé AAS par année.
- Pie IX
  - (en) Pie IX, Ineffabilis Deus (Constitution apostolique), 8 décembre 1854 (lire en ligne)
  - (en) Pie IX, Fulgens corona (encyclique), 8 septembre 1953 (lire en ligne)
  - (en) Pie IX, Ad Caeli Reginam (encyclique), 11 octobre 1954 (lire en ligne)
  - Pie IX, Mystici corporis Christi (encyclique), 29 juin 1943 (lire en ligne)
  - (en) Pie IX, Munificentissimus Deus (constitution apostolique), 1er novembre 1950 (lire en ligne)
- Jean-Paul II
  - (en) Jean-Paul II, Redemptoris Mater (encyclique), 25 mars 1987 (lire en ligne)
  - (en) Jean-Paul II, Rosarium Virginis Mariae (lettre apostolique), 16 octobre 2002 (lire en ligne)
  - (en) Jean-Paul II, « Greetings of John Paul II to the participants in the first international mariology forum », 31 octobre 2000 (consulté le 9 mai 2025)
- Carine Lee, « Embracing Mary’s maternal tenderness », sur The Catholic Register, 21 décembre 2007 (version du 2 décembre 2008 sur Internet Archive)
- Kenneth Baker, Fundamentals of Catholicism, 1983 (ISBN 0-89870-019-1)
- Louis de Montfort, La vraie dévotion à Marie (ISBN 1-59330-470-6)